# 脉冲位置调制
脈波位置調變（英語：Pulse-position modulation，PPM）是一種調變訊號的方法，假如現在有M個位元的訊號，此種方法會將這M個位元的資料藉由傳遞一個脈衝，此脈衝有2M不同的可能(藉由將原資料做時間偏移所得)， 此種調變每個＂T＂秒會重複一次，因此會使得傳輸速率變為＂M/T＂(位元/秒)。因為光通信系統中較少甚至沒有多路徑干擾的問題，所以脈波位置調變主要在光通信系統中被廣泛使用。

## 歷史
一種早期的脈波位置調變例子，是西元前350年由Aeneas Stymphalus所發明的希臘油壓信號系統，主要是將水鐘原理應用在時間訊號上 ；這個系統使用相同的充水容器，其排水功能可以自由開關，同時有另一個漂浮的棒子標示著預先決定的編碼代表著一些軍事訊息。操作員會將這些容器放在山丘上使其在一定距離內可以互相被看見。如果要寄送訊息的話，操作員可以使用火把標示出排水功能的開始與結束，棒子上的記號代表著預定傳輸的訊息。
在現代，脈波位置調變的起源可以追溯到1853年的電報分時多工（Time-Division Multiplexing）技術，並與脈衝編碼調變（Pulse-code modulation）以及脈衝寬度調變（Pulse-width modulation）一同發展。 在1960年代早期，美國太空總署的Don Mathers and Doug Spreng將脈波位置調變運用在無線電控制（Radio Control，R/C）系統上。至今，脈波位置調變已經被廣泛運用在各種應用上，其中包含了光纖通訊、遠太空通訊、以及各類無線電控制系統上。

## 同步問題
使用脈波位置調變的一個關鍵困難點是，必須將接收端收到的每一個訊號的開始的時間作適當的對齊，才能夠確保所收到的訊號能正確的排序，變成完整的訊息。差異脈波位置調變便因此衍生而出，每一個脈衝相位在編碼時，皆會考慮他前一個傳輸的訊號，這樣使得接收端只需要測量成功傳輸的訊號收到時間彼此之間的差異，便能正確地對齊。此外，我們可以藉由一些方式來限制兩個鄰近的訊號錯誤的傳遞，所以在量測脈衝之間的延遲，若有錯誤只會影響到兩個訊號，而不會影響到這段訊息。

## 對多路徑干擾的敏感性
除了接收端接收訊號的同步問題，脈波位置調變有另外一個缺點就是本身對於具有頻率選擇性衰減的通道所造成的多路徑干擾相當敏感，尤其是當接收端收到的每一個脈衝會包含其他通道脈衝所傳來的回音。因為傳送的資訊將會依照到達時間做編碼(不論是與前一個訊號做比較，或者直接與一個共通的計時器比較)，因此如果沒辦法精確地校正脈衝相位對於傳輸脈衝的關係，通道間所造成的回音將會使得這項技術的運行變的極為困難。藉由使用與雷達系統相同技術，依賴接收訊號所抵達的時間以及同步方式，從接收訊號中獲得回音出現可能的範圍，讓多通道所造成的負面影響可以在脈波位置調變系統中被減少。

## 非相干性偵測
脈波位置調變最主要的優點之一是他是一個 M-ary 的非相干性調變技術，這代表著接收端不需要使用鎖相環去追蹤載波的相位。這使得脈波位置調變便成為光傳輸系統的潛力技術之一，因為光傳輸系統的相干性相位角調變與偵測是相當困難且昂貴的。常見可以取代脈波位置調變且相似的其他方法只有 M-ary 頻率偏移調變（M-ary Frequency Shift Keying），是脈波位置調變在頻域的對偶形式。

## 脈波位置調變與M-ary頻率偏移調變
兩個有相同頻寬、平均能量跟傳輸速率的脈波位置調變與M-ary頻率偏移調變會在一個有高斯雜訊(AWGN)的通道上有相同的表現。然而，若在頻率選擇性衰落（Frequency Selective Fading）以及頻率平坦衰落（Frequency Flat Fading）的通道上，他們的表現就會大不相同。頻率選擇性衰落會產生嚴重干擾編碼脈波位置調變資料的回音，但對頻率偏移調變只會選擇性的影響某些編碼資料。相反地，在頻率平坦衰落通道對於頻率偏移調變的干擾會多於脈波位置調變，幾乎所有的頻率偏移在此通道上皆會因衰落的影響而受損，而由於脈波位置調變的時間較短，故只會有少部分的編碼資料受到損害。
另外，光傳輸系統通常比較少多通道干擾的問題，這也讓脈波位置調變是光傳輸系統適合使用的調變方式的原因之一。

## 在無線電頻率（RF）通信上之應用
在一個低能量且長波長（i.e.低頻率）的窄頻無線電頻率通道上最主要會被平坦衰落所影響，因此脈波位置調變會比頻率偏移調變適合作為此種通道的調變方式。一種擁有這些特性常見的應用，是第一次在1960年早期，於高頻區間（3M~30MHz）的頂端（最低至27MHz）至超高頻區間（30M~300MHz）的底端（在30MHz至75MHz之間）使用，同時也是用於模型飛機、模型船與模型車的無線電控制(也被稱作數位比例無線電控制)。脈波位置調變被應用於這些系統中，每一個脈衝的座標位置代表著一個傳輸端控制器的角度位置，或一個二位元開關的可能狀態。每個框架中的脈衝波數量與可使用且可控制的通道數量相同。針對這種應用使用脈波位置調變的好處是，解碼時所需要用到的電子零件非常簡單，所以可以使得接收端/解碼端的零件非常輕小(模型飛機本身也需要儘量輕)。為了模型無線電控制所做的伺服系統（Servomechanism）包含了一些需要將脈衝轉換成馬達位置的電子零件-這表示接收端必須要從接收到的無線訊號的中頻段（intermediate frequency）擷取一些資訊，並從連續資料流中分離出不同通道的訊息，並將這些控制訊號分別輸入到每一個伺服器。

### 脈波位置調變在無線電控制上的編碼
一個完整的脈波位置調變框架約22.5毫秒（這個數字會因為製造商不同而異），訊號在狀態低的時間約為0.3毫秒，並會有一個開始框架（狀態高的時間超過22毫秒）。每一個通道（最多八個）會被在狀態高的時間編碼（狀態高的時間+0.3乘以狀態低的時間為伺服脈衝寬度調變之脈衝寬度）。更複雜的無線電控制系統現在通常是建立在脈衝編碼調變（Pulse code Modulation）之上，雖然更加複雜但也能提供更好的穩定性跟可信賴性。在21世紀早期2.4GHz的跳頻擴頻無線電控制系統來臨時才被改變。脈波位置調變同時會被運用在ISO/IEC 15693非接觸性智慧卡的通信以及產品電子代碼（Electronic Product Code）的在射頻識別上的高頻實作。